# Branchez-vous
Branchez-vous est un blogue québécois consacré à la technologie. 
D'abord présenté comme un portail lors de son lancement le 19 septembre 1995, le site a depuis recentré ses activités sur la technologie et ses différents aspects : affaires, mobilité, matériel informatique, réseaux sociaux, applications, jeux vidéo, sécurité informatique, photographie, audio, etc.

## Historique

Logo de BV! Media

L'entreprise Branchez-vous! a été fondée à Montréal en 1995 par Patrick Pierra. Elle s'inscrit à la Bourse de Toronto le 17 janvier 2001. En octobre 2008, elle fait l'acquisition de NetWorldMedia et devient BV! Media. 
Le 1er octobre 2010, BV! Media est acquise par Rogers Media pour la somme de 25 millions de dollars et devient une filiale à part entière. Les sites sont maintenus en activité jusqu'au 2 mai 2012.

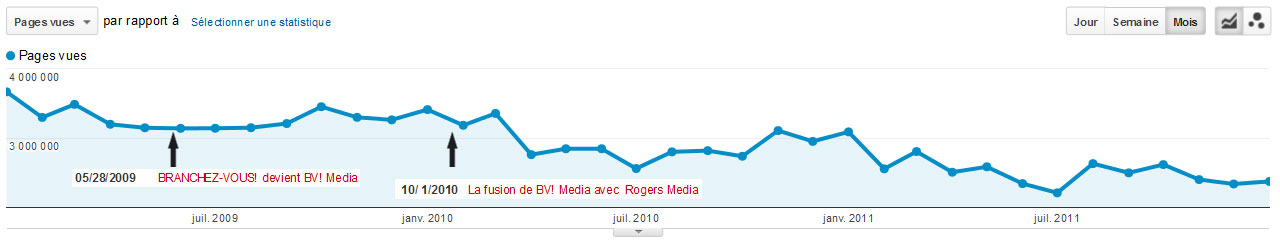
Statistique des visites
avant, après BV! Media et Rogers

Le 5 novembre 2012, les propriétés intellectuelles des sites du réseau Branchez-vous sont acquises par Libéo, une entreprise spécialisée en développement web située à Québec.
Le site est relancé le 22 juillet 2013. Opérée par Média Happy Geeks (une filiale de Libéo), la nouvelle version ne conserve pas ses anciens articles, qui demeurent propriété de Rogers Media. Le nom du site perd par la même occasion son point d'exclamation.
Le 23 mai 2017, la fermeture du site a été annoncée par Média Happy Geeks. Le site Branchez-vous a fermé officiellement ses portes le 31 mai 2017.
Il est relancé en décembre 2018 par l'entreprise All Time Digital. 
Showbizz.net (showbizz) est acquis en 2008

Ancien logo de Branchez-vous